# Uzići
Uzići (Servisch cyrillisch Узићи) is een plaats in de Servische gemeente Požega. De plaats telt 514 inwoners (2002).